# Fi (literă)

Litera grecească Fi, majusculă și minusculă

Fi (majusculă Φ, literă mică φ, în greacă veche ϕεῖ, „pheî”, în greacă φι, „fi”, transliterată uneori și ca „phi”) este a douăzeci și una literă a alfabetului grec.
În sistemul de numerație alfabetică greacă avea valoarea 500 (φʹ) sau 500.000 (͵φ). Originea sa este incertă, dar există ipoteza că ar proveni din vechea literă Ϙ Koppa, derivată la rândul ei din litera feniciană  (qoph). Din litera Fi a derivat ulterior litera ф a alfabetului chirilic.